# Karl von Stürgkh
Greve Karl von Stürgkh (30. oktober 1859 i Graz – 21. oktober 1916 i Wien) var en østrigsk politiker, der var aktiv under Østrig-Ungarns sidste år.
Han blev medlem af Reichsrat i 1891 og var tilknyttet højrefløjen i parlamentet. Fra 1909 til 1911 var han undervisningsminister og blev i 1911 udnændt til ministerpræsident. Stürgkh ledte landet autokratisk under 1. verdenskrig, da Reichsrat var suspdenderet. Han var landets leder til han blev dræbt af den socialdemokratiske politiker Friedrich Adler. 
1. ↑  Navnet er anført på bokmål og stammer fra Wikidata hvor navnet endnu ikke findes på dansk.
2. ↑  Navnet er anført på engelsk og stammer fra Wikidata hvor navnet endnu ikke findes på dansk.
3. ↑  Navnet er anført på engelsk og stammer fra Wikidata hvor navnet endnu ikke findes på dansk.
4. ↑  Navnet er anført på engelsk og stammer fra Wikidata hvor navnet endnu ikke findes på dansk.
5. ↑  Navnet er anført på engelsk og stammer fra Wikidata hvor navnet endnu ikke findes på dansk.
6. ↑  Navnet er anført på engelsk og stammer fra Wikidata hvor navnet endnu ikke findes på dansk.